# Юриспруденция интересов
Юриспруденция интересов — выведение конкретных правоположений из жизненных ценностей, реальных интересов людей.
Второй период эволюции взглядов Рудольфа фон Иеринга начинается с середины 50-х гг. XIX в. Р. Иеринг приступает к разработке «юриспруденции интересов», после отрешения от идеи «юриспруденции понятий».
Р. Иеринг начинает все больше обращать внимание не на логические и даже не на психологические аспекты права, а на его социолого-прагматические, утилитаристские моменты.
Считая недостаточной «юриспруденцию понятий», формально-догматический подход к праву, Р. Иеринг в своей книге «Цель в праве» стремился дать современному праву и государству социологическое обоснование.